# Філіпчє Брдо
Філіпчє Брдо (словен. Filipčje Brdo) — поселення в общині Сежана, Регіон Обално-крашка, Словенія. Висота над рівнем моря: 339,1 м.